# Windows 11新功能
Windows 11是Windows NT操作系统的主要版本，与其前作相比引入了一些新的功能， 其中一些包括重新设计的用户界面、新的开发平台和社交平台、安全性以及可访问性的更新，除此之外还有对性能的改进。

## Windows shell和用户界面

### 流畅设计体系
微软在2017年推出的一种名为流畅设计体系的更新， 并在Windows 11中有所体现。据微软称，Windows 11的设计“让人轻松、宁静，具有个性特色，令人熟悉、完整和连贯”。 重新设计的重点是简易性和灵活性， 解决了Windows 10的一些缺陷。 Windows 11 中的大多数界面都经过简化，具有圆角设计、重新设计的图标、新的排版和新的色板。此外，半透明和阴影效果在整个系统中更加普遍。 Windows 11还引入了"Mica"云母材质，这是一种新的不透明材质，质感有些变化，并带有桌面壁纸的颜色。

### 开始菜单
开始菜单在Windows 11中进行了重新设计，以遵循新的流畅设计原则。菜单现在具有玻璃般的半透明外观，带有阴影的微妙效果。按钮的四角和菜单本身已被圆角化，删除了Windows 8中引入的“动态磁贴”功能和Windows 10中引入的应用程序列表。相反，开始菜单加入可被固定的应用程序的网格以及最近使用的应用程序和文档的动态列表。

### 文件资源管理器
文件资源管理器也在Windows 11中进行了重新设计。原先的设计自Windows 8以来几乎保持不变，而现在遵循更新的流畅设计体系。  新的命令栏取代了以前版本的Windows的功能区界面。 还存在半透明、阴影和圆角图形。文件资源管理器的功能和特性最初与Windows 10相同，后续增加了多标签页功能。

### 任务栏
任务栏在Windows 11中也被重新设计。默认情况下，底部按钮居中对齐， 虽然它也可以被移回原先的左侧。小组件、开始菜单和任务视图也拥有了被重新设计的按钮，而所有的这些都具有动画。任务栏被永久锁定在屏幕底部，在Windows 11中无法移动到屏幕的顶部、左侧或右侧。

### 任务视图
任务视图是Windows 10中引入的一项功能，在Windows 11中采用全新设计，并删除了时间线功能。 每个虚拟桌面都可以有不同的名称和不同的壁纸。

### Snap布局
Snap布局已通过两个附加的功能得到增强：用户可将鼠标悬停在“最大化”按钮上，它会弹出一个网格，可以让用户选择将窗口对齐到某一具体的位置上。这类似于微软PowerToys的FancyZones程序。 窗口的平铺排列可以最小化并从任务栏恢复为Snap布局。

### 小组件
一个新的小组件取代了Windows 8中引入的“动态磁贴”功能，并扩展了Windows 10 21H1中引入的“新闻和兴趣”组件。任务栏中有一个按钮，单击后打开一个半透明面板。该面板具有一个包含各种详细信息的小部件系统。用户可以更改这个布局。小组件还提供由人工智能和Microsoft新闻提供的新闻摘要，其中包含一些当地的新闻。

### 触摸改进
Windows 11还改进了基于触摸的交互体验移除平板模式； 相反，Windows 11会在需要时可以自适应。新的以及被改进的手势可用于平板电脑和触摸屏。 应用程序窗口现在有更大的触摸空间，并且在屏幕旋转时会自动排列在分屏视图中。Windows 11采用了一个新的、可个性化的键盘，支持滑动和单手使用模式。 Windows 11还对墨迹书写和语音输入进行了改进，对于某些特别功用的笔，Windows 11将支持触觉反馈。 新的动态刷新率设置允许设备在转动或进行墨迹书写时自动提高屏幕的刷新率。

### 通知中心和快捷设置
Windows操作中心被快捷设置和通知中心取代。 快捷设置提供对常用功能的一些设置，例如Wi-Fi、蓝牙和专注助手，以及媒体播放控件、屏幕亮度滑块和音量滑块。通知中心包含了日历和所有通知。

### 其它变动
- Windows 11 中引入了经过改进的桌面和文件资源管理器菜单，现在具有圆角和更大的字体。[13][25]
- 引入了全新的锁定屏幕界面，将时间和日期居中，并删除了Windows 10中引入的快速状态功能。[16][18]
- Windows 11使用了新字体Segoe UI Variable。该字体对于高DPI的显示器的显示效果更好，而旧的Segoe UI没有考虑到这一点。[26]
- 系统的其他改进包括新的系统图标、动画和声音。[27][28]

## 开发平台

### 适用于Android的Windows子系统
除了英特尔的Bridge技术， Windows 11还允许用户在他们的设备上安装和运行Android应用程序。这些应用程序在Microsoft Store中通过Amazon Appstore获得。 用户还可以通过任何来源安装Android应用程序。

## 内置应用

### Microsoft Store
Microsoft Store作为Windows的应用程序和其他内容的统一商店，也在Windows 11中进行了重新设计。微软现在允许开发人员在Microsoft Store中发布Win32程序、渐进式网络应用程序和其他封装技术程序，以及标准的通用Windows平台应用程序。 Windows 11将允许用户在其设备上安装精选的Android应用，这些应用可以通过亚马逊应用商店并在Microsoft Store内完成下载。该功能将需要微软帐户、亚马逊帐户和Windows亚马逊应用商店客户端的安装。

### Microsoft Teams
协作平台Microsoft Teams被直接集成到Windows 11中。Skype将不再被默认安装。 Windows任务栏中会显示一个Teams图标，让用户可以立即向他们的联系人呼叫或发送消息。

### Windows设置
Windows 8中首次引入的Windows设置程序经过了重新的视觉设计。 该更新同样遵循流畅设计体系，具有新的布局、更透明和更丰富多彩的图标。与控制面板一样，新的Windows设置程序会存在一个导航侧边栏。侧边栏链接到程序内的各种设置分组。

### 其它应用
- 记事本和画图工具具有更新界面。[42] 这些应用程序现在具有流畅设计体系。
- 旧的Snipping Tool截图工具程序被新的Snip & Sketch程序取代，现在更名为Snipping Tool。[18]

## 多媒体与游戏

### Xbox应用
一个新的Xbox应用在Windows 11中被默认安装。 Xbox Cloud Gaming和Xbox Game Pass被直接集成到应用程序中。

### 其它特色
- 由Xbox Series X/S推出的Auto HDR以及DirectStorage技术将被集成到Windows 11中，后者需要一张支持DirectX 12 Ultimate的显卡，以及至少1 TB大小的NVMe固态驱动器。[2][45]

## 系统安全与性能
微软促进了Windows 11在性能方面的改进，例如使“任何浏览器”中的Web浏览速度更快、睡眠模式唤醒的更迅速以及在Windows Hello中更快地完成身份验证。

### 安全
作为最低系统要求的一部分，Windows 11仅在具有TPM 2.0安全协处理器的设备上运行。 根据微软的说法，TPM 2.0 协处理器是防止固件和硬件遭受攻击的“关键性构建模块”。此外，微软现在要求装有Windows 11的设备需包含基于虚拟化的安全 （VBS）、虚拟机管理程序保护的代码完整性 （HVCI） 以及内置并默认启用的安全启动。 Windows 11还为受支持的Intel和AMD处理器提供硬件强制堆栈保护，以防止零日漏洞攻击。